# Megaphthiria pirioni
Megaphthiria pirioni är en tvåvingeart som först beskrevs av Edwards 1937.  Megaphthiria pirioni ingår i släktet Megaphthiria och familjen svävflugor. Inga underarter finns listade i Catalogue of Life.